# Капвей

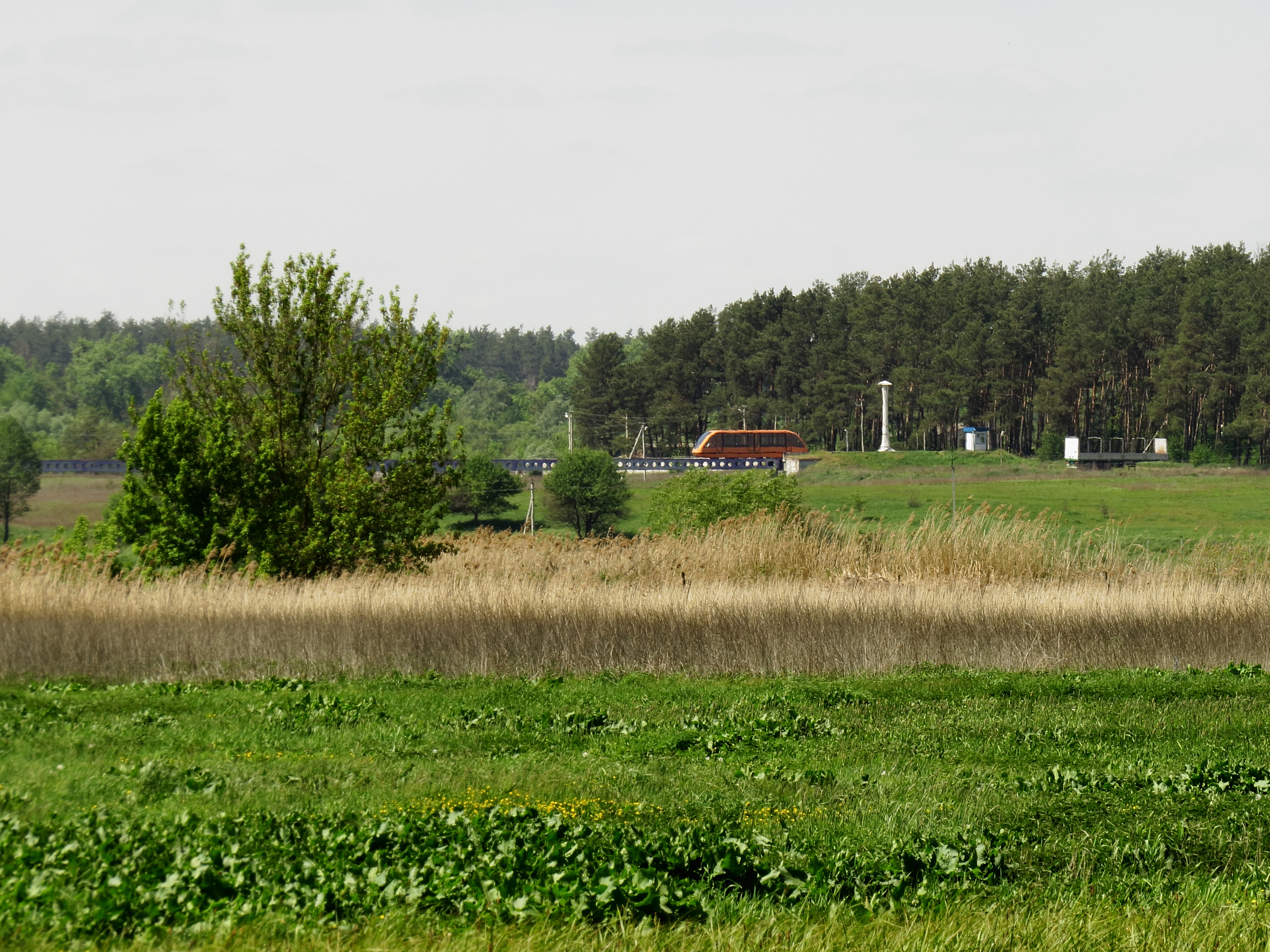
Капвей в 2014 году

Капвей (от англ. kapway «дорога Капитонова») — украинский проект железнодорожного электротранспорта, движущегося по эстакадам, разработанный для использования в густонаселённых районах. Полигон Капвея находится по адресу: Гостомель, ул. Покровская, 362.
Капвей называют монорельсом, однако путь Капвея состоит из двух параллельных рельсов, и поэтому не подпадает под определение монорельсовой дороги. При этом Капвей также относят к рельсовому автобусу.
Главный конструктор — Юрий Мосин.

## История
В 2004 году на испытательном полигоне между Гостомелем и Мощуном за три месяца была построена 300-метровая дорога Капвея с посадочной площадкой. Вдоль дороги было установлено освещение. Строительство взяла на себя частная компания-разработчик «Капвей», вложившая в разработку 3,5 миллиона долларов США. Компания «Капвей» взяла в аренду на 49 лет участок размером 3,8 гектаров. Президентом компании «Капвей» являлся лидер криминальной группировки «Капитошки» Александр Капитонов. Компания предложила властям Киева три варианта строительства монорельсовой дороги в Киев (между Московским мостом и мостом Патона, между Святошинско-Броварской и Воскресенско-Подольской линиями метро и на Трухановом острове. Глава Киева Александр Омельченко был заинтересован в развитии «Капвея» в столице. Заместитель председателя КГГА Валерий Кирьян заявлял, что городские власти приняли решение помочь «Капвею» в доведении своей технологии до промышленного производства.
Впервые Капвей был запущен 1 октября. По словам конструкторов, вагон Капвея мог вместить до 150 человек и развивать при этом скорость до 100 км в час. Вагон был изготовлен на белорусском предприятии «Белкоммунмаш», его название: АКСМ-1К «Капвей». Один вагон стоил около 500 тысяч долларов США. По некоторым данным, в конструкции вагона использован тяговый двигатель ДК-263БУ2. Благодаря использованию резиновых колёс Капвей являлся сравнительно тихим видом транспорта.
На посадочной площадке находится столб (высотой около 5 метров) с раскладным зонтиком, закрывающим площадку от непогоды. Рядом с основной колеёй находится макет грузовой системы Капвея для перевозки контейнеров.

## Дальнейшая судьба
После того, как Александр Омельченко не сумел переизбираться на должность главы Киева в 2006 году, новые киевские власти отказались от идеи строительства «Капвея». Окончательно проект был заброшен после ареста Александра Капитонова.
Контактный провод для передачи тока был снят в 2009 году. По словам директора компании «Капвей» Анатолия Егорова, трёхсотметровый медный троллей (контактный провод) был украден.
В 2010 году «Капвей» был представлен на Международной выставке инновационных проектов и экспортоориентированной продукции «Энергия роста» в спорткомплексе Харьковского политехнического института. В 2011 году «Капвей» совместно с компанией «Ленгипротранс» презентовал свой проект Совету министров Крыма.
По состоянию на 2013 год проект не получил практического использования. Сайт компании «Капвей» исчез. К 2015 году рельсы были демонтированы. На 2020 год на испытательном полигоне оставался лишь вагон «Капвея».
В июле 2021 вагон «Капвей» был перевезен для экспозиции в Государственный музей авиации Украины.